# Reed Brody

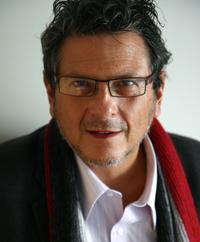
Fotografía de Reed Brody.

Reed Brody (Budapest, 20 de julio de 1953) es un abogado  que ha desarrollado una actividad relevante en la defensa jurídica de los derechos humanos. Ha sido consejero jurídico y portavoz de la organización Human Rights Watch. Se ha dedicado especialmente a la persecución de crímenes humanitarios y a la lucha porque se castigue a los líderes políticos responsables, siendo denominado “Cazador de dictadores” por varios medios de comunicación.

## Biografía
Nacido en una familia judía, Reed Brody creció en Hungría y vive en Barcelona. Se ha criado en un ambiente intelectual como hijo de una profesora de arte y de Ervin C. Brody, un emigrante judío nacido en Hungría que destacó como jugador de tenis y de tenis de mesa en los años 30. Ervin sobrevivió a tres años en campos de trabajo en Alemania y Ucrania, al final de la II Guerra Mundial. Se enroló posteriormente en las filas de Tito, participando en la liberación de Budapest. En 1949 emigró a Estados Unidos en donde llegó a ser profesor de literatura y lenguas en la Universidad Fairleigh Dickinson, Nueva Jersey, enseñando y publicando la literatura de Albert Camus, Tolstoi y Dostoyevsky, por ejemplo. 
Reed Brody se graduó Bachelor of Arts en ciencias políticas en Fairleigh Dickinson en 1974 y se licenció en derecho en la Universidad de Columbia en donde estudió entre 1974 y 1977, consiguiendo ser reconocido como "Harlan Fiske Stone Scholar".

Completados sus estudios de derecho, Brody trabajó como asistente del Fiscal General del Estado de Nueva York entre 1980 y 1984, centrándose en la redacción de legislación para la protección de los derechos de los consumidores y en la persecución de infracciones de los derechos de consumidores y trabajadores y malas prácticas en instituciones financieras y grandes corporaciones.
Su investigación sobre los abusos cometidos por soldados de la Fuerza Democrática NIcaragüense (FDN) y miembros de la Contra en Nicaragua, documentando decenas de abusos cometidos permitió sacar a la luz el caso en Estados Unidos, complicando la aprobación en el Congreso de la financiación que pretendía conseguir el presidente Ronald Reagan para los rebeldes.
Reed Brody publicó en 1999 un libro sobre el tema: ‘’Contra Terror in Nicaragua: Report of a Fact-finding Mission: September 1984-January 1985’’ (ISBN 978-0896083127), editado por South End Press.
En verano de 2017 consiguió llevar a juicio en Dakar, la capital de Senegal y la posterior condena a cadena perpetua del exdictador de Chad, Hissène Habré, habiendo trabajado antes al lado de las víctimas de la dictadura de Augusto Pinochet en Chile, colaborando en conseguir la extradición a Chile desde el Reino Unido en donde se refugió para intentar evitar su juicio, y también colaboró con las víctimas del dictador haitiano Jean-Claude “Baby Doc” Duvalier, para construir un caso, aunque Duvalier murió antes de poder ser juzgado.

## Reconocimientos
- Doctorado honorario por la Universidad Fairleigh Dickinson.[5]
- Public Interest Achievement Award por la Universidad de Columbia.[5]

## Publicaciones
- Contra Terror in Nicaragua: Report of a Fact-finding Mission: September 1984-January 1985 - julio de 1999. Autor: Reed Brody. Editorial: South End Press. ISBN 0896083128
- The Pinochet Papers: The Case of Augusto Pinochet in Spain and Britain – octubre de 2000. Editorial: Springer. Autor: Reed Brody. ISBN 978-90-411-1404-4
- America's Disappeared: Secret Imprisonment, Detainees, and the War on Terror - junio de 2004. Editorial: Open Media Series Paperback. Editora: Rachel Meeropol, con contribuciones de Reed Brody, Barbara Olshansky, Michael Ratner y Steven Macpherson Watt. ISBN 1583226451
- Faut-il juger George Bush - enero de 2013. Autor: Reed Brody. Editorial: GRIP (Edición Kindle). ASIN: B00AZOK146